# Intxortas
 (octobre 2010).
Les Intxortas sont trois sommets groupés situés sur la ville guipuscoane d'Elgeta, dans la communauté autonome basque (Espagne). Dans le système des Montagnes basques, ils appartiennent aux montagnes d'Elgeta. Leurs noms sont respectivement : Intxorta (743 mètres d'altitude), Intxorta Txiki ou Mendratxu (715 mètres) situé à l'est, et Gaztelumendi (718 mètres) situé au sud.
Le nom d'Intxortas prend de l'importance à la suite d'un épisode de la guerre qui s'est déroulé dans ces montagnes pendant la guerre civile espagnole de 1936.

## Géographie
Regroupés sur la localité d'Elgeta, qui se situe sur sa face sud, et s'élevant sur la haute vallée de la rivière Deba, au-dessus de Bergara, à l'est et à l'ouest sur la vallée de l'Ibaizabal et la ville seigneuriale de Biscaye, Elorrio, les trois sommets des Itxortas (aussi appelés iru Intxortak, les trois Intxor en basque), forment un ensemble « fortifié » qui garde dans son intérieur de denses forêts de pins (Pinus insignis) mélangés avec des hêtres, des chênes et des marronniers. Au sein de ces forêts s'ouvrent des champs herbeux, comme celui qui s'étend aux pieds du sommet Gaztelumendi dont le nom le décrit clairement : Gaztelu le « château », Mendi la « montagne ».
Les Intxortas sont très accessibles depuis Elgeta et la route qui relie cette ville avec le col de Kanpazar, connue comme Camino de los Toldos (« chemin des auvents »). Au sud de cette route, se trouve une petite plaine avec l'ermitage de San Asensio et son lac, ancienne mine à ciel ouvert aujourd'hui inondée, avant de tomber brusquement vers le Deba, formant la petite vallée de la rivière Anguiozar où se trouve le quartier rural du même nom et celui de Marinddao avec l'ermitage d'Elixamendi ("église de la montagne" en basque) qui garde la vierge donnant le sein à l'Enfant Jésus.
Les sommets de l'Intxorta, avec leurs postes de communications et leur drapeau, ainsi que ceux de leur petit frère le Mendratxu, sont entourés d'arbres et leur ascension se fait par les petits chemins ouverts dans la végétation et les ronces.
Les cicatrices sont nombreuses, aujourd'hui cachées par les broussailles et mitigées par le temps, qui rappellent le passé récent de la guerre. Dans son sol, les Intxortas gardent encore les squelettes de ceux qui défendaient la légalité de la Seconde République espagnole.
70 ans après ces faits, on fouille la terre de ces montagnes pour trouver et dégager les restes des décédés et ont été oubliés.

## La bataille des Intxortas
En septembre 1936, les troupes fascistes avaient pris la presque totalité du Guipuscoa. La ligne de front s'arrête alors entre la délimitation frontalière entre le Guipuscoa et la Biscaye. Sur la côte, la localité biscaïenne d'Ondarroa est prise par les rebelles tandis que dans ses environs s'organise la résistance. Berriatua est républicain et la ligne de front s'étend par le alto de Kalamendi, Kalamua et d'Akondia, laissant Eibar dans le fond de la vallée de l'Ego à la République, née à cet endroit cinq ans auparavant. Le front suit vers Elgeta et s'étend par le Camino de los Toldos (Chemin des Bâches) qui relie la ville d'Elgeta avec le col de Kanpazar au-dessus de Bergara et l'Udalatx au-dessus d'Arrasate, les deux populations étant aux mains des fascistes. De l'autre côté des sommets des Intxortas se cache Elorrio où le commandement républicain a un quartier général pour la défense de cette partie de la ligne de feu. De l'Udalatx inexpugnable, par les altos de Memaia et du Besaide, suit vers le col de Zabalandi, d'Urkiola et le Saibi.
La défense était assumée par différentes organisations politiques et ouvrières. Dans les Intxortas se trouvaient les gudari(ak) des bataillons du Parti National Basque (PNB) (bataillon Sabino Arana avec les compagnies de l'Euzko Gudarostea, Arratia et Padura). À leurs côtés, les Frères Prolétaires défendaient le col de Kanpazar et relevaient la Confédération Nationale du Travail (CNT) qui avaient le bataillon Isaac Puente et le Malatesta situés dans l'Udalatx et la compagnie Zabalbide de la Gauche Républicaine. Sur la côte, se trouvaient les miliciens communistes et socialistes de PCE et de l'UGT.

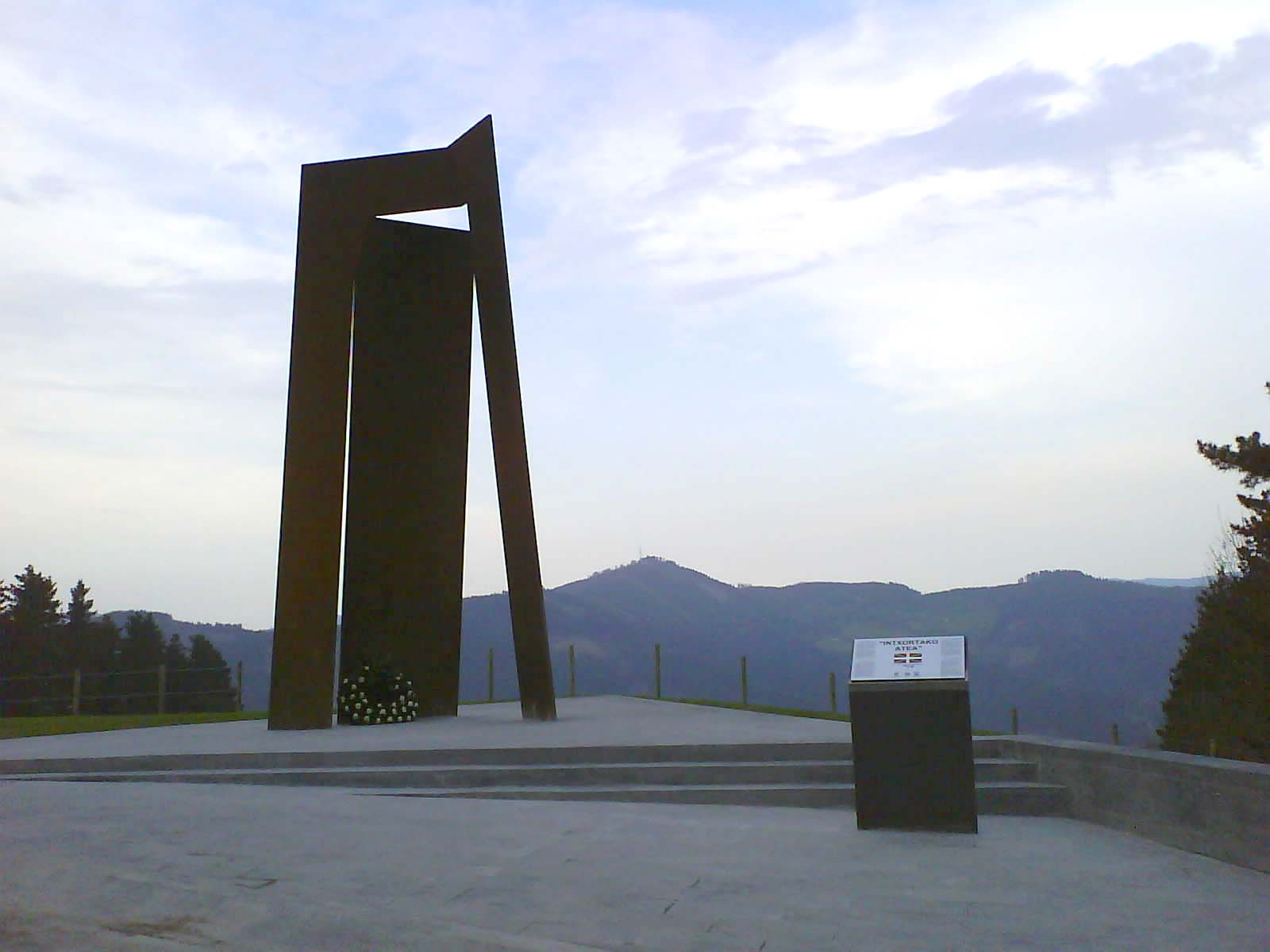
Intxortako atea, monument dédiés aux gudari(ak) (patriotes en basque) tombés en défenseurs de la République.

Le chemin des Bâches était la véritable ligne de front, vers l'est. Les troupes insurgées (IVème Brigade de Navarre, envoyée par le Colonel Camilo Alonso Vega) se regroupaient sous l'esplanade formée avant le flanc donnant sur la vallée. Ces troupes étaient organisées en 9 bataillons : 6 seront utilisés pour attaquer de front, sortant sur l'esplanade de San Asensio, formant donc 3 bataillons de chaque côté effectuant des attaques secondaires.
À l'ouest, les républicains utilisaient à leur avantage la position, en hauteur, et une vision facile pour les tirs sur la vallée et l'esplanade de San Asensio.
Des attaques de fascistes s'étaient déjà produites dans cette partie du front, avant le printemps 1937, mais avaient alors été repoussées (le 25 septembre les Carlistes étaient arrivés jusqu'à l'ermitage de San Asensio et le 4 octobre ont produit de nouveau une attaque dans laquelle ils arrivent à occuper Gaztelumendi). Quand les insurgés abandonnent la prise de Madrid, ils décident de casser le front du nord et de prendre ce qui reste du Pays basque. En mars 1937, l'aviation allemande au service des insurgés bombarde les populations sous la coupe de la République. Le 31 mars, elle attaque Durango et commence la pression sur le front.
Le 21 avril, les troupes fascistes montent par Aramaio et Otxandio, prenant le Tellamendi cassant ainsi le front à la hauteur de Zabalandi. Les attaquants sont la Primera brigada del Batallón Navarra (Première brigade du Bataillon Navarre) et la défense de celle-ci est à la charge du Bataillon Octubre (octobre). Les altos de Memaia restent au pouvoir des insurgés et ceux-ci l'étendent par l'Udalatx et Kanpazar. Par l'est, depuis Bergara, les fascistes attaquent sur le chemin des Bâches. L'avantage de la position de la République fait que l'attaque est très sanglante, la petite plaine se couvre de centaines de corps de soldats et les tranchées des Intxortas sont remplies du sang des gudari(ak) tués par les attaques de l'aviation. On compte plus de 400 morts issus des deux côtés. L'attaque a commencé le 20 avril. Le 24 avril, les défenseurs des Intxortas voient des troupes rebelles s'approchant par le sud, depuis Kanpazar, par Zabaletamendi. La résistance est impossible et on ordonne le retrait. Les défenseurs se replient vers Zaldibar par la vallée del regato de Aixola et vers Elorrio. La position tombe, Elgeta est pris ce même jour à 16h 00 par les Tercios Carlistas (« Tiers carlistes »).

## Ascension
L'ascension la plus courante s'effectue depuis Elgeta, depuis l'ermitage de San Román, ou depuis les environs de l'ermitage et de la zone de loisirs de San Asensio, au croisement de la route vers Kanpazar et de celle vers Anguiozar. Ce point est appelé Iturutz.
Depuis Elorrio, monter par le canyon d'Intxorta.
Temps d'accès :
- Elgueta (3 h) ;
- Iturutz (0 h 45 min) ;
- Elorrio (1 h 30 min).

## Culture populaire

### Musique
Joseba Tapia joueur de trikitixa Agur Intxorta Maite - 1936-37 gudako kantuak (« Bonjour Intxorta aimé - 1936-37 chants de soldats »).

### Littérature
Ramón Saizarbitoria Gudari zaharraren gerra galdua (« La Guerre perdue des vieux soldats ») publié en 2000, parle de Intxorta.